# Banget (Kwadungan)
Banget is een bestuurslaag in het regentschap Ngawi van de provincie Oost-Java, Indonesië. Banget telt 950 inwoners (volkstelling 2010).